# 1000 Guinées
Groupe I
Les 1000 Guinées (en anglais : 1,000 Guineas Stakes) sont une course hippique de plat se déroulant au mois de mai sur l'hippodrome de Newmarket, dans le Suffolk en Angleterre.

## Caractéristiques et histoire
Course de Groupe I réservée aux pouliches de 3 ans, elle se dispute sur 1600 mètres en ligne droite, avec une allocation s'élèvant à £ 500 000. Les 1000 Guinées sont l'équivalent anglais des 1000 Guinées Irlandaises et de la Poule d'Essai des Pouliches française. 
La première édition des 1000 Guinées s'est tenue en 1814, cinq ans après la création de l'équivalent pour les poulains, les 2000 Guinées. Ces deux épreuves tirent leur nom de la première allocation, 2000 guinées pour les mâles, 1000 pour les femelles, une guinée équivalant à 21 shillings, soit 1,05 livres sterling. 
En 2004, Attraction est la première pouliche à réussir le doublé des 1000 guinées anglaises et irlandaises, imitée depuis par Finsceal Beo (2007), Winter (2017) et Hermosa (2019).

### Records
- Nombre de victoires
  - Jockey - George Fordham, 7 victoires
  - Entraîneur - Robert Robson, 9 victoires
  - Propriétaire - Duc de Grafton, 8 victoires
  - Étalon - Galileo, 4 victoires
- Record de la course - Ghanaati (2009), 1'34"22
- Écart le plus grand à l'arrivée (depuis 1900) - Humble Duty (1970), 7 longueurs
- Plus grosse cote - Ferry (1918), 50/1
- Plus basse cote - Crucifix (1840), 1/10
- Plus grand nombre de partants - 29, en 1926
- Plus faible nombre de partants - 1, en 1825

## Palmarès depuis 1987
| Année | Vainqueur          | Pays        | Père               | Jockey             | Entraîneur          | Propriétaire              | Deuxième          | Troisième        | Temps   |
| ----- | ------------------ | ----------- | ------------------ | ------------------ | ------------------- | ------------------------- | ----------------- | ---------------- | ------- |
| 2025  | Desert Flower      | Royaume-Uni | Night of Thunder   | William Buick      | Charlie Appleby     | Écurie Godolphin          | Flight            | Simmering        | 1'36"81 |
| 2024  | Elmalka            | Royaume-Uni | Kingman            | Silvestre de Sousa | Roger Varian        | Cheikh Ahmed Al Maktoum   | Porta Fortuna     | Ramatuelle       | 1'37"05 |
| 2023  | Mawj               | Royaume-Uni | Exceed and Excel   | Oisin Murphy       | Saeed bin Suroor    | Godolphin                 | Tahiyra           | Matilda Picotte  | 1'37"92 |
| 2022  | Cachet             | Royaume-Uni | Aclaim             | James Doyle        | George Boughey      | Highclere T'bred Racing   | Prosperous Voyage | Tuesday          | 1'36"55 |
| 2021  | Mother Earth       | Irlande     | Zoffany            | Frankie Dettori    | Aidan O'Brien       | Coolmore                  | Saffron Beach     | Fev Rover        | 1'36"37 |
| 2020  | Love               | Irlande     | Galileo            | Ryan Moore         | Aidan O'Brien       | Coolmore                  | Cloak of Spirits  | Quadrilateral    | 1'35"80 |
| 2019  | Hermosa            | Irlande     | Galileo            | Wayne Lordan       | Aidan O'Brien       | Coolmore                  | Lady Kaya         | Qabala           | 1'36"89 |
| 2018  | Billesdon Brook    | Royaume-Uni | Champs Élysées     | Sean Levey         | Richard Hanon       | Pall Mall Partners & Co   | Laurens           | Happily          | 1'36"62 |
| 2017  | Winter             | Irlande     | Galileo            | Wayne Lordan       | Aidan O'Brien       | Coolmore                  | Rhododendron      | Daban            | 1'35"66 |
| 2016  | Minding            | Irlande     | Galileo            | Ryan Moore         | Aidan O'Brien       | Coolmore                  | Ballydoyle        | Alice Springs    | 1'36"53 |
| 2015  | Legatissimo        | Irlande     | Danehill Dancer    | Ryan Moore         | David Wachman       | Coolmore                  | Lucida            | Tiggy Wiggy      | 1'34"60 |
| 2014  | Miss France        | France      | Dansili            | Maxime Guyon       | André Fabre         | Ballymore Thoroughbred Lt | Lightning Thunder | Ihtimal          | 1'37"40 |
| 2013  | Sky Lantern        | Royaume-Uni | Red Clubs          | Richard Hughes     | Richard Hannon      | B. Keswick                | Just The Judge    | Moth             | 1'36"38 |
| 2012  | Homecoming Queen   | Irlande     | Holy Roman Emperor | Ryan Moore         | Aidan O'Brien       | Coolmore                  | Starscope         | Maybe            | 1'40"45 |
| 2011  | Blue Bunting       | Royaume-Uni | Dynaformer         | Frankie Dettori    | Mahmood Al Zarooni  | Godolphin                 | Together          | Maqaasid         | 1'39"27 |
| 2010  | Special Duty       | France      | Hennessy           | Stéphane Pasquier  | Christiane Head     | Khalid Abdullah           | Jacqueline Quest  | Gile Na Greine   | 1'39"66 |
| 2009  | Ghanaati           | Royaume-Uni | Giant's Causeway   | Richard Hills      | Barry Hills         | Hamdan Al Maktoum         | Cuis Ghaire       | Super Sleuth     | 1'34"22 |
| 2008  | Natagora           | France      | Divine Light       | Christophe Lemaire | Pascal Bary         | S. Friborg                | Spacious          | Saoirse Abu      | 1'38"99 |
| 2007  | Finsceal Beo       | Irlande     | Mr Greeley         | Kevin Manning      | Jim Bolger          | Michael Ryan              | Arch Swing        | Simply Perfect   | 1'34"94 |
| 2006  | Speciosa           | Royaume-Uni | Danehill Dancer    | Michael Fenton     | Pam Sly             | Pam Sly                   | Confidential Lady | Nasheej          | 1'40"53 |
| 2005  | Virginia Waters    | Irlande     | Kingmambo          | Kieren Fallon      | Aidan O'Brien       | Coolmore                  | Maids Causeway    | Vista Bella      | 1'36"52 |
| 2004  | Attraction         | Royaume-Uni | Efisio             | Kevin Darley       | Mark Johnston       | Duke of Roxburghe         | Sundrop           | Hathrah          | 1'36"78 |
| 2003  | Russian Rhythm     | Royaume-Uni | Kingmambo          | Kieren Fallon      | Sir Michael Stoute  | Cheveley Park Stud        | Six Perfections   | Intercontinental | 1'38"43 |
| 2002  | Kazzia             | Allemagne   | Zinaad             | Frankie Dettori    | Saeed bin Suroor    | Godolphin                 | Snowfire          | Alasha           | 1'37"85 |
| 2001  | Ameerat            | Royaume-Uni | Mark of Esteem     | Philip Robinson    | Michael Jarvis      | Ahmed Al Maktoum          | Muwakleh          | Toroca           | 1'38"36 |
| 2000  | Lahan              | Royaume-Uni | Unfuwain           | Richard Hills      | John Gosden         | Hamdan Al Maktoum         | Princess Ellen    | Petrushka        | 1'36"38 |
| 1999  | Wince              | Royaume-Uni | Selkirk            | Kieren Fallon      | Henry Cecil         | Khalid Abdullah           | Wannabe Grand     | Valentine Waltz  | 1'37"91 |
| 1998  | Cape Verdi         | Royaume-Uni | Caerleon           | Frankie Dettori    | Saeed bin Suroor    | Écurie Godolphin          | Shahtoush         | Exclusive        | 1'37"86 |
| 1997  | Sleepytime         | Royaume-Uni | Royal Academy      | Kieren Fallon      | Henry Cecil         | Greenbay Stables Ltd      | Oh Nellie         | Dazzle           | 1'37"66 |
| 1996  | Bosra Sham         | Royaume-Uni | Woodman            | Pat Eddery         | Henry Cecil         | Wafic Saïd                | Matiya            | Bint Shadayid    | 1'37"75 |
| 1995  | Harayir            | Royaume-Uni | Gulch              | Richard Hills      | Dick Hern           | Hamdan Al Maktoum         | Aqaarid           | Moonshell        | 1'36"72 |
| 1994  | Las Meninas        | Royaume-Uni | Glenstal           | John Reid          | Tommy Stack         | Robert Sangster           | Balanchine        | Coup de Génie    | 1'36"71 |
| 1993  | Sayyedati          | Royaume-Uni | Shadeed            | Walter Swinburn    | Clive Brittain      | Mohamed Obaida            | Niche             | Ajfan            | 1'37"34 |
| 1992  | Hatoof             | France      | Irish River        | Walter Swinburn    | Christiane Head     | Maktoum Al Maktoum        | Marling           | Kenbu            | 1'39"45 |
| 1991  | Shadayid           | Royaume-Uni | Shadeed            | Willie Carson      | John Dunlop         | Hamdan Al Maktoum         | Kooyonga          | Crystal Gazing   | 1'38"18 |
| 1990  | Salsabil           | Royaume-Uni | Sadler's Wells     | Willie Carson      | John Dunlop         | Hamdan Al Maktoum         | Heart of Joy      | Negligent        | 1'38"06 |
| 1989  | Musical Bliss      | Royaume-Uni | The Minstrel       | Walter Swinburn    | Michael Stoute      | Cheikh Mohammed           | Kerrera           | Aldbourne        | 1'42"69 |
| 1988  | Ravinella          | France      | Mr. Prospector     | Gary W. Moore      | Christiane Head     | Ecurie Aland              | Dabaweyaa         | Diminuendo       | 1'40"88 |
| 1987  | Miesque            | France      | Nureyev            | Freddy Head        | François Boutin     | Stávros Niárchos          | Milligram         | Interval         | 1'38"48 |
| 1986  | Midway Lady        | Royaume-Uni | Alleged            | Ray Cochrane       | Ben Hanbury         | Harry Ranier              | Maysoon           | Sonic Lady       | 1'41"54 |
| 1985  | Oh So Sharp        | Royaume-Uni | Kris               | Steve Cauthen      | Henry Cecil         | Cheikh Mohammed           | Al Bahathri       | Bella Colora     | 1'36"85 |
| 1984  | Pebbles            | Royaume-Uni | Sharpen Up         | Philip Robinson    | Clive Brittain      | Marcos Lemos              | Meis El-Reem      | Desirable        | 1'38"18 |
| 1983  | Ma Biche           | France      | Key to The Kingdom | Freddy Head        | Christiane Head     | Maktoum Al Maktoum        | Favoridge         | Habibti          | 1'41"71 |
| 1982  | On The House       | Royaume-Uni | Be My Guest        | John A. Reid       | Harry Wragg         | Sir Philip Oppenheimer    | Time Charter      | Dione            | 1'40"45 |
| 1981  | Fairy Footsteps    | Royaume-Uni | Mill Reef          | Lester Piggott     | Henry Cecil         | Jim Joel                  | Tolmi             | Go Leasing       | 1'40"43 |
| 1980  | Quick As Lightning | Royaume-Uni | Buckpasser         | Brian Rouse        | John Dunlop         | Ogden Mills Phipps        | Our Home          | Mrs Penny        | 1'41"89 |
| 1979  | One In A Million   | Royaume-Uni | Rarity             | Joe Mercer         | Henry Cecil         | Helena Springfield Ltd    | Abbeydale         | Yanuka           | 1'43"06 |
| 1978  | Enstone Spark      | Royaume-Uni | Sparkler           | Ernie Johnson      | Barry Hills         | Dick Bonnycastle          | Fair Salinia      | Seraphima        | 1'41"56 |
| 1977  | Mrs McArdy         | Royaume-Uni | Tribal Chief       | Edward Hide        | Mick Easterby       | Edith Kettlewell          | Freeze The Secret | Sanedtki         | 1'40"07 |
| 1976  | Flying Water       | France      | Habitat            | Yves Saint-Martin  | Angel Penna, Sr.    | Daniel Wildenstein        | Konafa            | Kesar Queen      | 1'37"83 |
| 1975  | Nocturnal Spree    | Royaume-Uni | Supreme Sovereign  | Johnny Roe         | Stuart Murless      | Anne-Hart O'Kelly         | Girl Friend       | Joking Apart     | 1'41"65 |
| 1974  | Highclere          | Royaume-Uni | Queen's Hussar     | Joe Mercer         | Dick Hern           | The Queen                 | Polygamy          | Mrs Tiggywinkle  | 1'40"32 |
| 1973  | Mysterious         | Royaume-Uni | Crepello           | Geoff Lewis        | Noel Murless        | George Pope, Jr.          | Jacinth           | Shellshock       | 1'42"12 |
| 1972  | Waterloo           | Royaume-Uni | Bold Lad           | Edward Hide        | Bill Watts          | Susan Stanley             | Marisela          | Rose Dubarry     | 1'39"49 |
| 1971  | Altesse Royale     | Royaume-Uni | Saint Crespin      | Yves Saint-Martin  | Noel Murless        | Roger Hue-Williams        | Super Honey       | Catherine Wheel  | 1'40"90 |
| 1970  | Humble Duty        | Royaume-Uni | Sovereign Path     | Lester Piggott     | Peter Walwyn        | Lady Ashcombe             | Gleam             | Black Satin      | 1'42"13 |
| 1969  | Full Dress         | Royaume-Uni | Shantung           | Ron Hutchinson     | Harry Wragg         | Budgie Moller             | Hecuba            | Motionless       | 1'44"53 |
| 1968  | Caergwrle          | Royaume-Uni | Crepello           | Sandy Barclay      | Noel Murless        | Gwen Murless              | Photo Flash       | Sovereign        | 1'40"38 |
| 1967  | Fleet              | Royaume-Uni | Immortality        | George Moore       | Noel Murless        | Bob Boucher               | St Pauli Girl     | Lacquer          | 1'44"76 |
| 1966  | Glad Rags          | Irlande     | High Hat           | Paul Cook          | Vincent O'Brien     | Alice du Pont Mills       | Berkeley Springs  | Miliza           | 1'40"30 |
| 1965  | Night Off          | Royaume-Uni | Narrator           | Bill Williamson    | Walter Wharton      | Lionel Holliday           | Yami              | Mabel            | 1'45"43 |
| 1964  | Pourparler         | Irlande     | Hugh Lupus         | Garnie Bougoure    | Paddy Prendergast   | Lady Granard              | Gwen              | Petite Gina      | 1'38"82 |
| 1963  | Hula Dancer        | France      | Native Dancer      | Roger Poincelet    | Étienne Pollet      | Gertrude Widener          | Spree5            | Royal Cypher     | 1'42"34 |
| 1962  | Abermaid           | Royaume-Uni | Abernant           | Bill Williamson    | Harry Wragg         | Roderic More O'Ferrall    | Display           | West Side Story  | 1'39"36 |
| 1961  | Sweet Solera       | Royaume-Uni | Solonaway          | Bill Rickaby       | Reginald Day        | Mrs Magnus Castello       | Ambergris         | Atrevida         | 1'38"14 |
| 1960  | Never Too Late     | France      | Never Say Die      | Roger Poincelet    | Étienne Pollet      | Mrs Howell Jackson        | Lady In Trouble   | Running Blue     | 1'39"89 |
| 1959  | Petite Étoile      | Royaume-Uni | Petition           | Doug Smith         | Noel Murless        | Ali Khan                  | Rosalba           | Paraguana        | 1'40"36 |
| 1958  | Bella Paola        | France      | Ticino             | Serge Boullenger   | François Mathet     | François Dupré            | Amante            | Alpine Bloom     | 1'38"75 |
| 1957  | Rose Royale        | France      | Prince Bio         | Charlie Smirke     | Alec Head           | Aga Khan III              | Sensualita        | Angelet          | 1'39"15 |
| 1956  | Honeylight         | Royaume-Uni | Honeyway           | Edgar Britt        | Charles Elsey       | Sir Victor Sassoon        | Midget            | Arietta          | 1'39"15 |
| 1955  | Meld               | Royaume-Uni | Alycidon           | Harry Carr         | Cecil Boyd-Rochfort | Lady Zia Wernher          | Aberlady          | Feria            | 1'42"16 |

## Précédentes lauréates
- 1954 - Festoon
- 1953 - Happy Laughter
- 1952 - Zabara
- 1951 - Belle of All
- 1950 - Camaree
- 1949 - Musidora
- 1948 - Queenpot
- 1947 - Imprudence
- 1946 - Hypericum
- 1945 - Sun Stream
- 1944 - Picture Play
- 1943 - Herringbone
- 1942 - Sun Chariot
- 1941 - Dancing Time
- 1940 - Godiva
- 1939 - Galatea
- 1938 - Rockfel
- 1937 - Exhibitionnist
- 1936 - Tide-way
- 1935 - Mesa
- 1934 - Campanula
- 1933 - Brown Betty
- 1932 - Kandy
- 1931 - Four Course
- 1930 - Fair Isle
- 1929 - Taj Mah
- 1928 - Scuttle
- 1927 - Cresta Run
- 1926 - Pillion
- 1925 - Saucy Sue
- 1924 - Plack
- 1923 - Tranquil
- 1922 - Silver Urn
- 1921 - Bettina
- 1920 - Cinna
- 1919  Roseway
- 1918 - Ferry
- 1917 - Diadem
- 1916 - Canyon
- 1915 - Vaucluse
- 1914 - Princess Dorrie
- 1913 - Jest
- 1912 - Tagalie
- 1911 - Atmah
- 1910 - Winkipop
- 1909 - Electra
- 1908 - Rhodora
- 1907 - Witch Elm
- 1906 - Flair
- 1905 - Cherry Lass
- 1904 - Pretty Polly
- 1903 - Quintessence
- 1902 - Sceptre
- 1901 - Aida
- 1900 - Winifreda
- 1899 - Sibola
- 1898 - Nun Nicer
- 1897 - Chelandry
- 1896 - Thais
- 1895 - Galeottia
- 1894 - Amiable
- 1893 - Siffleuse
- 1892 - La Fleche
- 1891 - Mimi
- 1890 - Semolina
- 1889 - Minthe
- 1888 - Briar-root
- 1887 - Rêve d'Or
- 1886 - Miss Jummy
- 1885 - Farewell
- 1884 - Busybody
- 1883 - Hauteur
- 1882 - St Marguerite
- 1881 - Thebais
- 1880 - Elizabeth
- 1879 - Wheel of Fortune
- 1878 - Pilgrimage
- 1877 - Belphoebe
- 1876 - Camelia
- 1875 - Spinaway
- 1874 - Apology
- 1873 - Cecilia
- 1872 - Reine
- 1871 - Hannah
- 1870 - Hester
- 1869 - Scottish Queen
- 1868 - Formosa
- 1867 - Achievement
- 1866 - Repulse
- 1865 - Siberia
- 1864 - Tomato
- 1863 - Lady Augusta
- 1862 - Hurricane
- 1861 - Nemesis
- 1860 - Sagitta
- 1859 - Mayonaise
- 1858 - Governess
- 1857 - Imperieuse
- 1856 - Manganese
- 1855 - Habena
- 1854 - Virago
- 1853 - Mentmore Lass
- 1852 - Kate
- 1851 - Aphrodite
- 1850 - Lady Orford
- 1849 - The Flea
- 1848 - Canezou
- 1847 - Clementina
- 1846 - Mendicant
- 1845 - Pic-Nic
- 1844 - Sorella
- 1843 - Extempore
- 1842 - Firebrand
- 1841 - Potentia
- 1840 - Crucifix
- 1839 - Cara
- 1838 - Barcarolle
- 1837 - Chapeau d'Espagne
- 1836 - Destiny
- 1835 - Preserve
- 1834 - May-day
- 1833 - Tarantella
- 1832 - Galata
- 1831 - Galantine
- 1830 - Charlotte West
- 1829 - Young Mouse
- 1828 - Zoe
- 1827 - Arab
- 1826 - Problem
- 1825 - Tontine
- 1824 - Cobweb
- 1823 - Zinc
- 1822 - Whizgig
- 1821 - Zeal
- 1820 - Rowena
- 1819 - Catgut
- 1818 - Corinne
- 1817 - Neva
- 1816 - Rhoda
- 1815 - Pouliche par Selim
- 1814 - Charlotte